# United States Congress Joint Committee on the Library
Das Joint Committee on the Library ist ein gemeinsamer Ausschuss des US-Kongresses, der sich mit Verwaltung und Dienstaufsicht über die Library of Congress beschäftigt. Im Ausschuss befinden sich je fünf Mitglieder aus dem Senat und dem Repräsentantenhaus.

## Aufgabe
Repräsentantenhaus und Senat richteten den gemeinsamen Ausschuss 1802 ein, um die Ausweitung der Kongressbibliothek zu unterstützen. Er beaufsichtigt die Arbeit der Bibliothek, ebenso wie das Management der Kunstsammlung des Kongresses und das des United States Botanic Garden, besitzt aber keine legislativen Funktionen.
Der gemeinsame Ausschuss nimmt für den Kongress jedes Kunstwerk entgegen und wählt für dieses einen Platz im Kapitol aus. Seit 1875 dürfen sich nur noch Kunstwerke im Kapitol befinden, die Eigentum der Vereinigten Staaten sind; um Räume im Kapitol für künstlerische Zwecke zu benutzen, bedarf es der Zustimmung des Joint Committee. Der „Architekt des Kapitols“ (eine Dienstbezeichnung, nicht der tatsächliche Architekt) setzt diese Regeln durch.

## Mitglieder
Die Mitgliedschaft im Ausschuss bestimmt sich ex officio. Ihm gehören der Vorsitzende und vier Mitglieder des Senate Committee on Rules and Administration, sowie der Vorsitzende und drei Mitglieder des Committee on House Administration und der Vorsitzende (oder ein von diesem abgesandter Abgeordneter) des House Committee on Appropriations an. Der Vorsitz im gemeinsamen Ausschuss wechselt nach jeder Wahl zwischen einem Abgeordneten des Repräsentantenhauses und einem Senator. Das Ranking Minority Member ist immer dasjenige Mitglied der Oppositionspartei, das in beiden Häusern des Kongresses die längste Amtszeit vorweisen kann. In ungeraden Kongressen liegt der Vorsitz bei einem Vertreter des Repräsentantenhauses und in geraden bei einem Vertreter des Senats.

### Mitglieder im 119. Kongress
Im 119. Kongress besteht der Ausschuss aus 4 Demokraten und 6 Republikanern. Ausschussvorsitzender (Chair) ist der Republikanische Abgeordnete des Repräsentantenhauses Bryan Steil aus Wisconsin. Den Vize-Vorsitz übte der Kentucky vertretende ebenfalls Republikanische Senator Mitch McConnell aus.
|                    | Mehrheit                                                         | Minderheit                          |
| ------------------ | ---------------------------------------------------------------- | ----------------------------------- |
| Senat              | - Mitch McConnell, Vize-Vorsitz - Deb Fischer - Cindy Hyde-Smith | - Amy Klobuchar - Alex Padilla      |
| Repräsentantenhaus | - Bryan Steil, Vorsitz - Mike Carey - David Valadao              | - Joseph D. Morelle - Julie Johnson |

### Mitglieder im 118. Kongress
Im 118. Kongress bestand der Ausschuss aus 5 Demokraten und 5 Republikanern. Ausschussvorsitzender (Chair) war der Republikanische Abgeordnete des Repräsentantenhauses Bryan Steil aus Wisconsin. Den Vize-Vorsitz übte die Minnesota vertretende Demokratische Senatorin Amy Klobuchar aus.
|                    | Mehrheit                                                 | Minderheit                         |
| ------------------ | -------------------------------------------------------- | ---------------------------------- |
| Senat              | - Amy Klobuchar, Vize-Vorsitz - Mark Warner - Jon Ossoff | - Deb Fischer - Cindy Hyde-Smith   |
| Repräsentantenhaus | - Bryan Steil, Vorsitz - Mike Carey - Mark Amodei        | - Joseph D. Morelle - Terri Sewell |

### Mitglieder im 117. Kongress
Im 117. Kongress bestand der Ausschuss aus 6 Demokraten und 4 Republikanern. Ausschussvorsitzende (Chair) war die Demokratische Abgeordnete des Repräsentantenhauses Zoe Lofgren aus Kalifornien. Den Vize-Vorsitz übte die Minnesota vertretende ebenfalls Demokratische Senatorin Amy Klobuchar aus.
|                    | Mehrheit                                                    | Minderheit                                   |
| ------------------ | ----------------------------------------------------------- | -------------------------------------------- |
| Senat              | - Amy Klobuchar, Vize-Vorsitz - Patrick Leahy - Mark Warner | - Roy Blunt, Ranking Member - Richard Shelby |
| Repräsentantenhaus | - Zoe Lofgren, Vorsitz - Tim Ryan - G. K. Butterfield       | - Rodney L. Davis - Barry Loudermilk         |